# The Bootlegger's Daughter
The Bootlegger's Daughter is een Amerikaanse dramafilm uit 1922 onder regie van Victor Schertzinger.

## Verhaal
Tijdens de drooglegging gaat Jim Bradley drank smokkelen. Als dominee Charles Alden in zijn eethuis nietsvermoedend een glas limonade bestelt, krijgt hij iets veel sterkers voorgeschoteld. De dominee gaat in discussie met Nell, de dochter van Bradley. Zij wordt verliefd op hem en ze besluit haar leven te beteren.

## Rolverdeling
| Acteur              | Personage     |
| ------------------- | ------------- |
| Enid Bennett        | Nell Bradley  |
| Fred Niblo          | Charles Alden |
| Donald MacDonald    | Charles Fuhr  |
| Melbourne MacDowell | Jim Bradley   |
| Virginia Southern   | Amy Robinson  |
| William Elmer       | Ben Roach     |
| J.P. Lockney        | Phil Glass    |
| Caroline Rankin     | Matilda Boggs |
| Otto Hoffman        | Diaken        |
| Harold Goodwin      | Violist       |